# Dirk Stenkamp

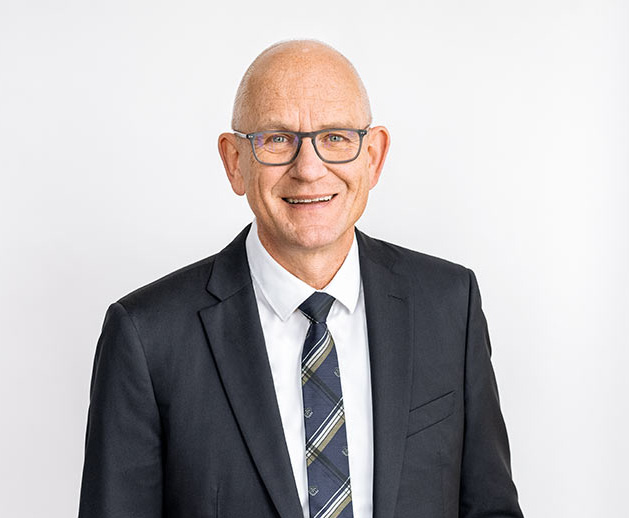
Dirk Stenkamp 2023

Dirk Stenkamp (* 3. August 1962 in Bocholt) ist ein deutscher Manager. Seit dem 1. Januar 2017 ist er Vorsitzender des Vorstands der TÜV NORD GROUP in Hannover.

## Werdegang
Dirk Stenkamp studierte Physik an der Rheinisch-Westfälischen Technischen Hochschule (RWTH) Aachen und promovierte 1994 zum Dr. rer. nat. am Forschungszentrum Jülich/RWTH Aachen über mikrostrukturelle Untersuchungen an Halbleiter-Elementen. Es folgten Studienaufenthalte am Institut für Werkstoffwissenschaften der Universität Erlangen-Nürnberg und den Lawrence Berkeley Laboratories der University of California in Berkeley, USA.
1997 trat er als Entwicklungsleiter für lithographie-optische Justage-Strategien in den Unternehmensbereich Halbleitertechnik von Carl Zeiss in Oberkochen ein. 2000 übernahm er die Geschäftsführung der Carl Zeiss Lithos GmbH. 2001 wurde Stenkamp Vorsitzender der Geschäftsführung der Carl Zeiss Nano Technology Systems GmbH (zuvor LEO Elektronenmikroskopie GmbH) und später CEO der Carl Zeiss Semiconductor Metrology Systems GmbH in Jena. Von 2007 bis 2009 war er Mitglied des Vorstandes der Carl Zeiss SMT AG.
2010 wechselte Stenkamp als Mitglied des Vorstands und COO zur Centrotherm photovoltaics AG in Blaubeuren.
Zum 1. Februar 2013 trat Stenkamp in die TÜV NORD GROUP in Hannover ein. Zunächst als Mitglied des Vorstands verantwortlich für die Bereiche Industrie Service, IT und das internationale Geschäft. Seit dem 1. Januar 2017 ist er Vorsitzender des Vorstands der TÜV NORD GROUP.
Dirk Stenkamp hält seit 2014 als Gastprofessor regelmäßig Vorlesungen an der Shanghai Maritime University / China. Er ist Mitglied im Finanzausschuss des Deutschen Institut für Normung (DIN), Mitglied im Kuratorium des Fraunhofer-Instituts für Keramische Technologie und Systeme (IKTS), Vorstandsmitglied des BDI-Ausschusses Digitale Wirtschaft, Medien und Telekommunikation, Mitglied des Lenkungskreises Daten- und Digitalwirtschaft und Vorsitzender der Arbeitsgruppe Standardisierung der Transatlantic Business Initiative (TBI), Verwaltungsratsmitglied der British Chamber of Commerce in Germany e.V. (BCCG), Honorarkonsul der Republik Slowenien sowie Kurator, Beirat und Vorstandsmitglied in weiteren Verbänden und Institutionen. Im Februar 2023 wurde er als Mitglied in das Deutsche Strategieforum für Standardisierung beim Bundesminister für Wirtschaft und Klimaschutz berufen.